# Maria Manuel Leitão Marques

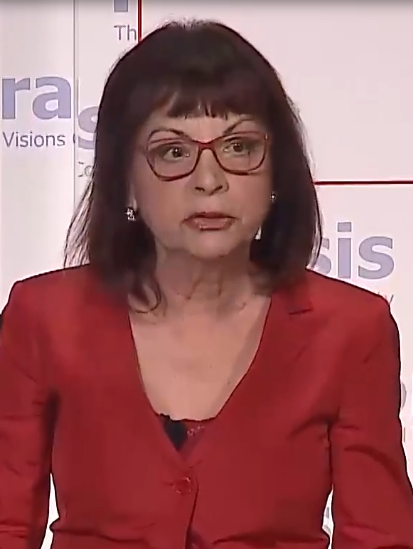

Maria Manuel de Lemos Leitão Marques ComIP (* 23. August 1952 in Quelimane, Portugiesisch-Ostafrika) ist eine portugiesische Universitätsprofessorin, Politikerin und Publizistin. Seit 2003 hat sie einen Lehrstuhl an der Wirtschaftsfakultät der Universität Coimbra und ist an derselben Universität auch aktiv in der Forschung am Zentrum der Sozialwissenschaften tätig. Von 2015 bis 2019 war sie Ministerin für die Präsidentschaft und Modernisierung der Verwaltung im XXI Governo Constitucional de Portugal.
Bereits im XVII Governo Constitucional de Portugal und XVIII Governo Constitucional de Portugal war sie Staatssekretärin im selben Ministerium.

## Leben und Karriere
Maria Manuel Leitão Marques wurde in Quelimane, in der Kolonie Portugiesisch-Ostafrika (heute Mosambik) als eines von drei Kindern eines portugiesischen Arztes geboren. Sie wurde relativ offen und gleichberechtigt erzogen. Ihren Vater bezeichnete sie als Gegner des damaligen portugiesischen Diktators António de Oliveira Salazar. Die portugiesische Schule, die sie in Quelimane besuchte, beschreibt sie als international. Unter ihren Mitschülern gab es viele Pakistani und Kinder indischer Familien beispielsweise aus Goa und anderen Teilen der früheren Kolonie Portugiesisch-Indien. Aus praktischen Gründen kam es jedoch kaum zu Kontakten mit der schwarzen Bevölkerung, in ihrem Umfeld etwa den Kindern von Bediensteten.
In der ehemaligen Kolonie Portugiesisch-Ostafrika ließen sich nach ihrer Aussage viele privilegierte Familien von Beamten, Geschäftsleute oder Ärzten nieder. Da die portugiesischen Kolonien als weniger konservativ galten und weniger von Sanktionen gegen die Salazar-Diktatur betroffen waren, schildert Maria Manuel Leitão Marques das Aufwachsen im ländlichen Quelimane als relativ liberal im Vergleich zum konservativen Portugal des Estado Novo. Immer wieder konnte die Familie verreisen. Teile ihrer Jugend verbrachte sie auch bei den Großeltern nähe Aveiro, Portugal. Nach der indischen Invasion in Goa wurden sämtliche indische Mitschüler im noch portugiesischen Mosambik mit ihren Familien in Lagern interniert. Erlebnisse die sie nach eigener Aussage prägten.
Für das Studium ging sie mit ihren Geschwistern nach Portugal. 1975 schloss sie dort ein Jura-Studium an der Universität Coimbra mit überdurchschnittlichem Erfolg ab. Sie war mit eine der ersten weiblichen Absolventinnen ihres Landes in diesem Fach. Während des Studiums arbeitete sie wiederum als einzige Frau an der Kulturzeitschrift Vértice mit. Erst 1990 promovierte sie im Bereich der Wirtschaftswissenschaften derselben Universität. Nach Projekten in den Sozialwissenschaften wie auch Wirtschaftswissenschaften fand sie hier mehr Freiheit für die Umsetzung ihrer Ideen. Seit 2003 hat sie einen eigenen Lehrstuhl.
Ebenfalls 1975 ereignete sich in Portugal die Nelkenrevolution gegen die nationalistische Diktatur des Estado Novo. Dabei engagierte sie sich als aktives Mitglied der sozialistischen Widerstandsbewegung Movimento de Esquerda Socialista (MES), von deren zu extremen Idealen sie sich nach der Nelkenrevolution jedoch wieder abwendete, und trat später in die gemäßigtere sozialdemokratischen Partei Partido Socialista ein.
Im Kabinett Sócrates I (2005–2009) und Kabinett Sócrates II (2009–2011) wurde sie als Staatssekretärin für Modernisierung der Verwaltung zuständig. Zuweilen als Senhora Simplex bezeichnet, entwickelte und koordinierte sie bereits vor der Finanzkrise aus eigener Initiative das Modernisierungsprogramm SIMPLEX SIMPLEX bezeichnet ein Programm zur Bekämpfung der Bürokratie, zur Modernisierung der öffentlichen Verwaltung, zur Erleichterung des Lebens für Menschen und Firmen (combater a burocracia, modernizar a administração pública, facilitar a vida das pessoas e dar às empresas). Die teils stark bürokratische Verwaltung sah sie als eine der Hauptbremsen für die portugiesische Konjunktur. Schlagworte wie die Computerisierung für Verwaltungen und kleine und mittlere Unternehmen oder entsprechende modernisierte Identitätskarten waren weitere Kernthemen ihrer Arbeit.
Darüber hinaus ist Maria Manuel Leitão Marques seit 1993 Vize-Präsidentin der Association internationale de droit économique. Zwischen 2013 und 2015 war sie ebenfalls nicht-exekutive Geschäftsführerin der Fundação Francisco Manuel dos Santos-Stiftung. Dabei handelt es sich um eine unabhängige Stiftung, welche 2009 gegründet wurde und die Förderung von Studien und Analysen zur portugiesischen Realität zum Ziel hat.
Maria Marques war vom 26. November 2015 bis zum 18. Februar 2019 Ministerin für die Präsidentschaft und Modernisierung der Verwaltung der portugiesischen Regierung im Kabinett Costa I.

## Privat
Maria Manuel Leitão Marques ist verheiratet mit Vital Moreira, welcher als einer der Väter der portugiesischen Verfassung gilt. Die Ehe blieb kinderlos. Vital Moreira war ihr früherer Dozent, das Paar konnte deshalb erst 1987 offiziell zusammenziehen.

## Ehrungen
- Ordem da Instrução Pública von Portugal, verliehen durch Präsident Jorge Sampaio (11. März 2000)[11][8]
- Gulbenkian Preis der Sozialwissenschaften, verliehen durch die Stiftung Fundação Calouste Gulbenkian (1997)[3]